# Uszgirren
Uszgirren, 1930 bis 1945 Waldenau, litauisch Užgiriai, ist ein verlassener Ort im Rajon Krasnosnamensk der russischen Oblast Kaliningrad.
Die Ortsstelle befindet sich dreieinhalb Kilometer westlich von Uslowoje (Rautenberg).

## Geschichte

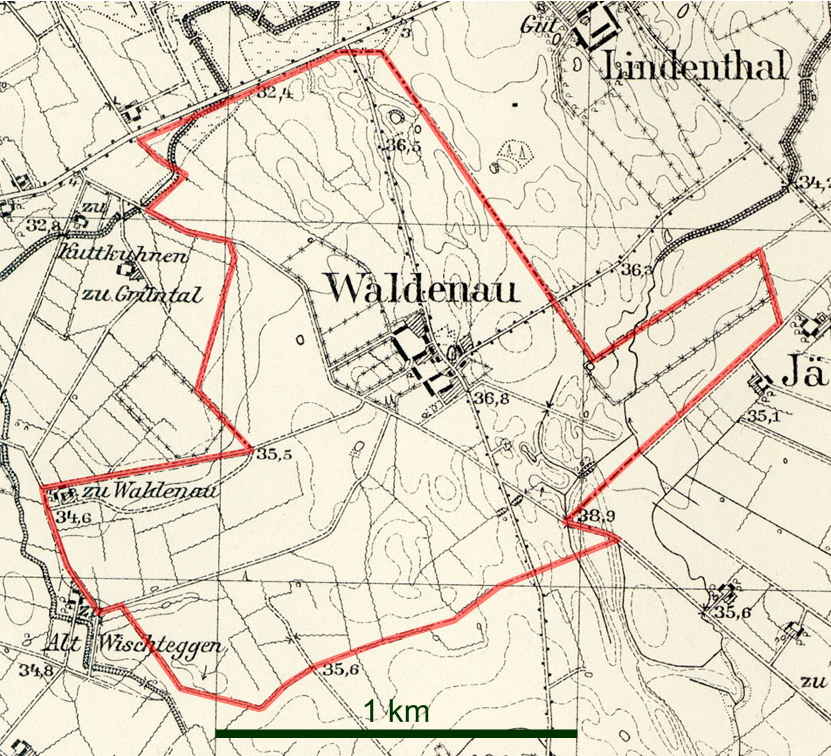
Die Gemeinde Waldenau auf einem Messtischblatt von 1935

Uszgirren war im 18. Jahrhundert ein Erbfreidorf. 1874 wurde die Landgemeinde Uszgirren dem neu gebildeten Amtsbezirk Baltruschelen im Kreis Pillkallen zugeordnet. 1930 wurde Uszgirren in Waldenau umbenannt.
1945 kam der Ort in Folge des Zweiten Weltkrieges mit dem nördlichen Ostpreußen zur Sowjetunion. Einen eigenen russischen Namen bekam er nicht mehr, seine Überbleibsel waren aber zunächst noch mit in den Ort Kaschtanowka (Karalkehnen/Karlen) einbezogen.

### Einwohnerentwicklung
| Jahr | Einwohner |
| ---- | --------- |
| 1867 | 58        |
| 1871 | 66        |
| 1885 | 57        |
| 1905 | 48        |
| 1910 | 58        |
| 1933 | 36        |
| 1939 | 34        |

## Kirche
Uszgirren/Waldenau gehörte zum evangelischen Kirchspiel Rautenberg.